# Теракты в Нью-Йорке и Нью-Джерси (2016)
17 сентября 2016 года прозвучал взрыв в Нью-Йорке и в штате Нью-Джерси с разницей в несколько часов. В Нью-Йорке число пострадавших составило 29, а в Нью-Джерси таковых не было. 19 сентября по делу о взрыве задержан выходец из Афганистана Ахмад Хан Рахами, а 13 февраля 2018 года он был приговорен к обязательному пожизненному заключению без права досрочного освобождения.

## Взрыв в Нью-Йорке

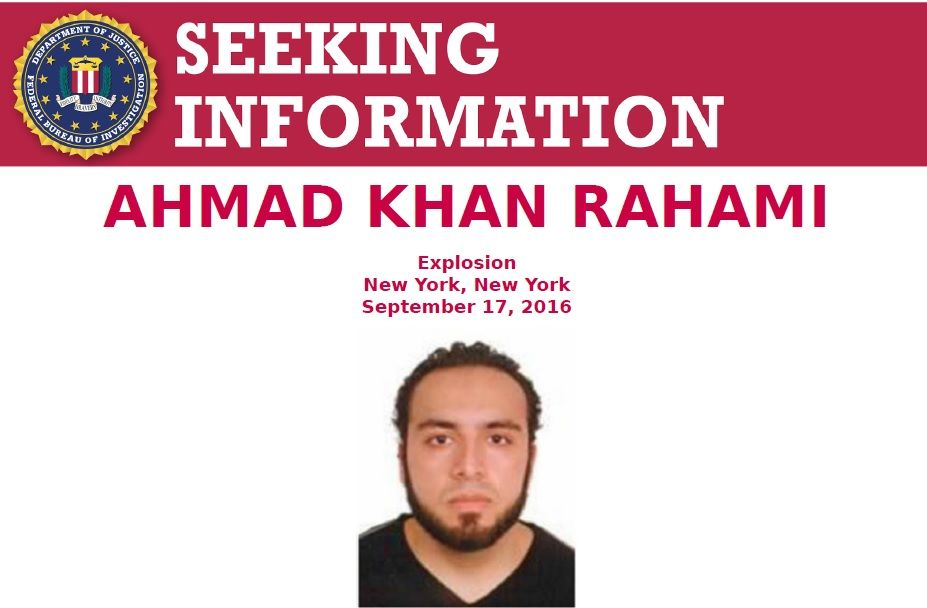
Подозреваемый выходец из Афганистана Ахмад Хан Рахами

Взрыв в Нью-Йорке прозвучал в субботу, 17 сентября вечером в районе Челси на Манхэттене, где всегда многолюдно. Взрыв произошел в западной части города — на 23-й улице между 6-й и 7-й авеню. Пострадавших было 29, из которых один человек пострадал серьёзно.

## Взрыв в Нью-Джерси
За несколько часов до нью-йоркского происшествия, в 9:30 утра по местному времени произошел взрыв на трассе массового забега, который был запланирован на 9 утра в городке Сисайд-Парк в штате Нью-Джерси, который находится недалеко от Нью-Йорка. После взрыва забег был отменён. Самодельная бомба, сделанная из железной трубки, взорвалась в мусорном баке.